# Gaetano Giorgio Gemmellaro

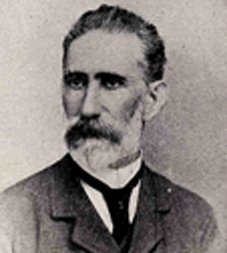
Gaetano Giorgio Gemmellaro

Gaetano Giorgio Gemmellaro (* 25. Februar 1832 in Catania; † 16. März 1904 in Palermo) war ein italienischer Paläontologe und Geologe.

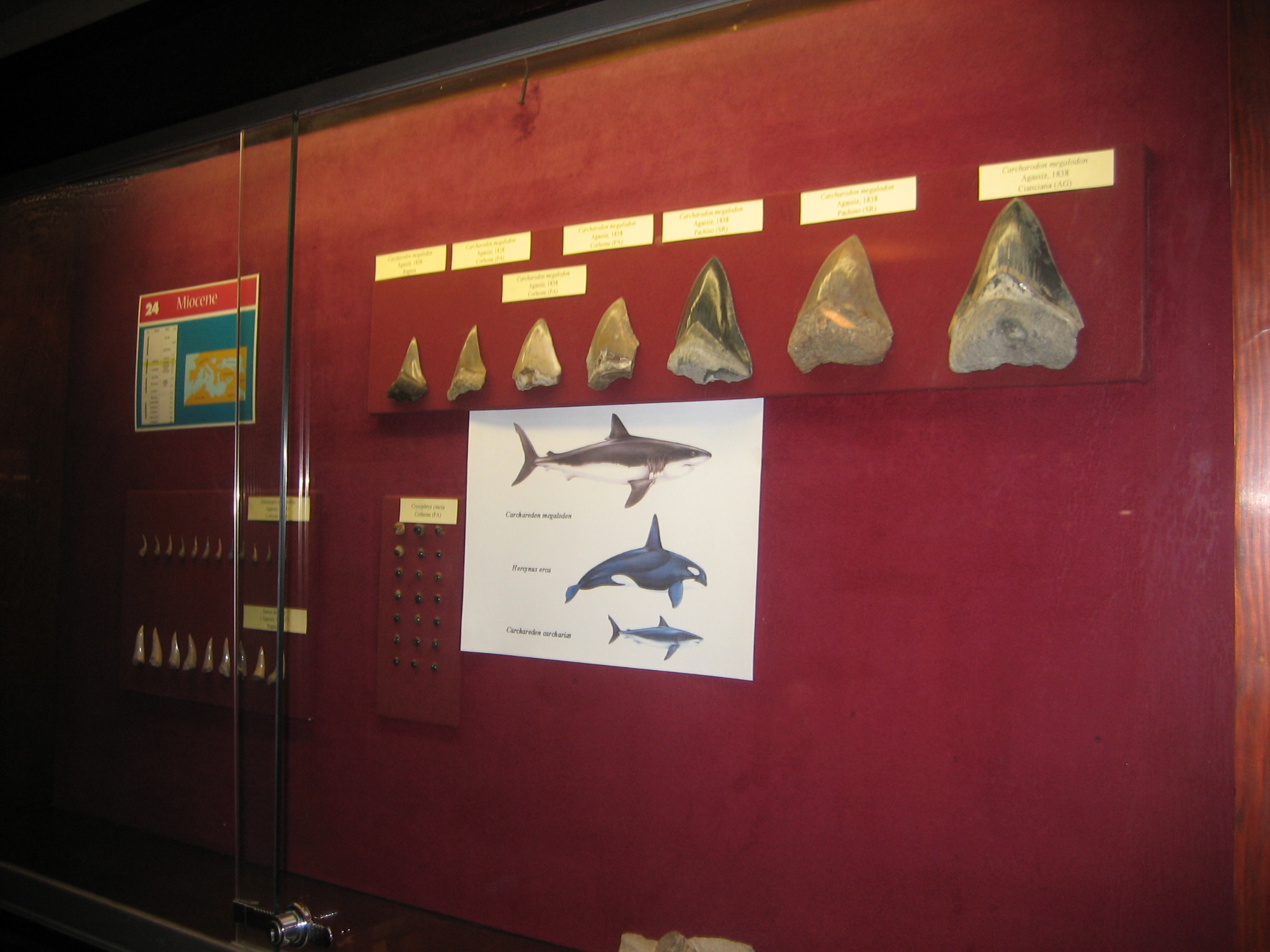
Versteinerte Haifischzähne im geologischen Museum Gemmellaro

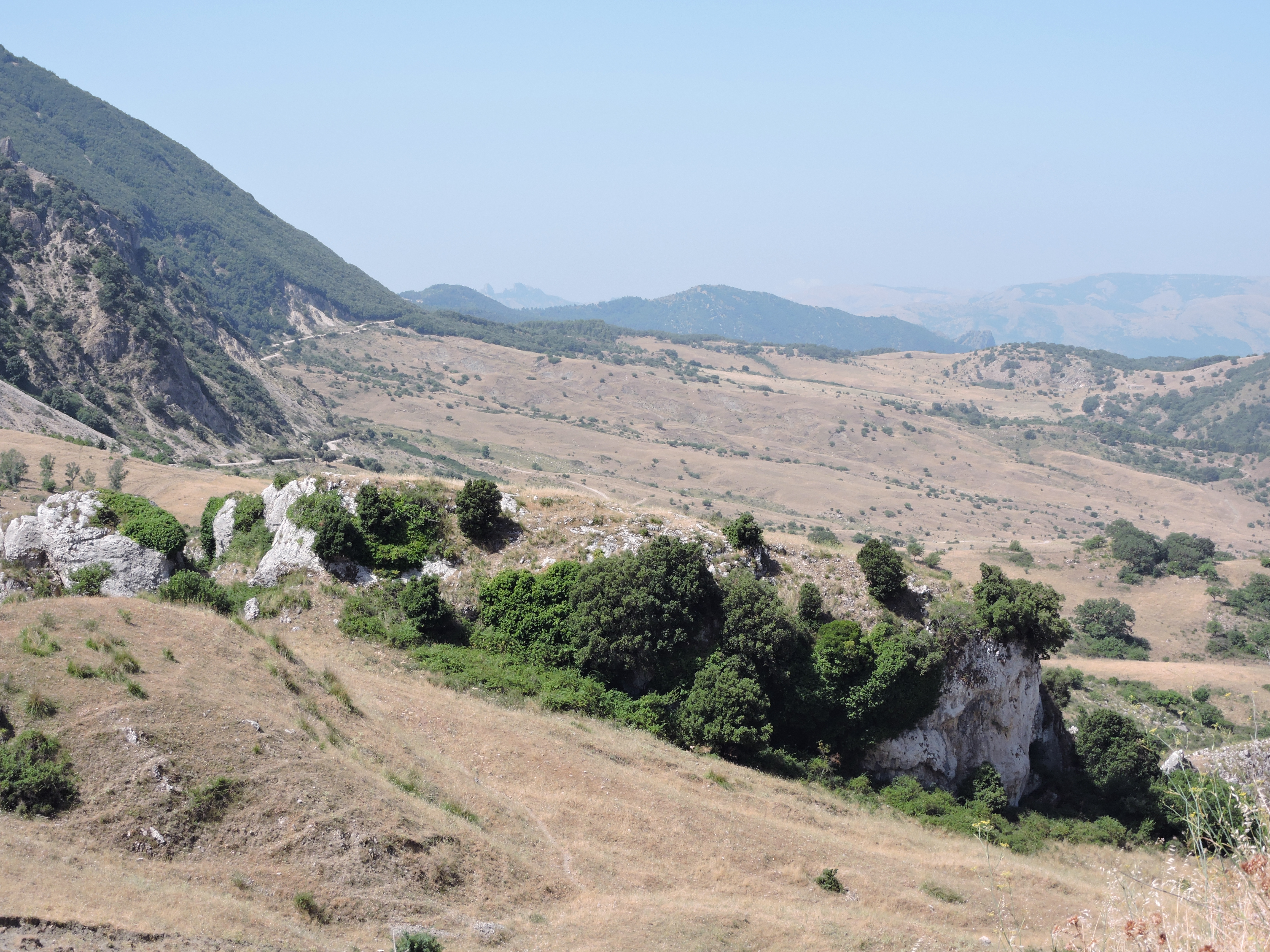
Pietra di Salomone im Valle del Sosio

Er war Sohn des Geologen Carlo Gemmellaro. Gaetano G. Gemmellaro kam aus einer Familie von Naturwissenschaftlern. Er wurde schon während seiner Kindheit mit Naturwissenschaften vertraut und kam in Kontakt mit Wissenschaftlern. Nach dem Studium der Medizin in Catania ging er zur Fortbildung nach Neapel, wo er den italienischen Paläontologen Archangelo Scacchi kennenlernte, mit dem er sein Leben lang befreundet blieb, und der ihn sehr für seine weitere Arbeit inspirierte. 
Der Mediziner entdeckte seine Leidenschaft für die Geologie und half seinem schwerkranken Vater Carlo Gemmellaro bei der Lehre der Geologie und Paläontologie.
Nachdem er durch verschiedene Publikationen bekannt geworden war, wurde er 1860 als Professor für Naturwissenschaften und Nachfolger für Pietro Calcara an die Universität Palermo berufen. In dem Institut, das sich damals in einem Gebäude der Theatiner in der Via Maqueda befand, systematisierte er in jahrzehntelanger Arbeit die umfangreichen Sammlungen an Fossilien und Mineralien, die der Conte Airoli hinterlassen hatte. 1861 gründete Gaetano G. Gemmellaro das Geologische Museum der Universität von Palermo. Er pflegte Kontakt mit dem Londoner British Museum und hatte Kontakt mit den führenden Wissenschaftlern seiner Zeit, darunter dem englischen Geologen und Vertreter der seinerzeit modernen Geologie Charles Lyell.
Zu seinen Verdiensten gehörten weiter die Entdeckung eines einzigartigen Kalkgesteins, Pietra di Salomone genannt, im Tal des Sosio, worüber er auch ein Buch schrieb, seine Forschungen über die ausgestorbenen Sizilianischen Zwergelefanten, die Entdeckung ca. 11.000 Jahre alter menschlicher Skelette in der Grotte San Teodoro bei Messina, die Leitung einer Expedition in die Höhlen nördlich Palermos.
Gemmellaro forschte und veröffentlichte diverse Texte, die z. T. noch heute von Bedeutung sind, darunter Monografia sul Titanico und Fauna dei calcari con Fusulina della Valle del Sosio.
Von 1874 bis 1876 und von 1880 bis 1883 war er Rektor der Universität Palermo. Bis kurz vor seinem Tod 1904 war er Direktor des Museums, das heute seinen Namen trägt. Wegen seiner Verdienste wurde er 1892 zum Senator des italienischen Königreiches  ernannt. 1889 wurde er zum Mitglied der Leopoldina gewählt.